# Ajo harina
El ajo harina (denominado también como ajo de harina o ajoharina) es un guiso de bacalao y patatas que se sirve con una salsa densa (elaborada con tomate, pimientos, pimentón, cominos y azafrán). El plato es típico de la cocina andaluza de interior, concretamente de Jaén. El mismo plato se denomina también en la cocina manchega pero en lugar de emplear pescado se incluyen níscalos (conocidos localmente como «guíscanos») y a veces chorizo. 

## Características
Al tener diversas características dependiendo de la región del sur de España de la que provenga se tendrán al menos, el ajo harina manchego, el andaluz y el murciano. En estos tres casos se incluye la harina de trigo como un elemento ligante de la salsa.

### Manchego
El principal ingrediente del ajo harina manchego es el níscalo (denominado «guiscano» en la La Mancha), así como unos dientes de ajo, tomate y patatas. La mezcla se sofríe en una cierta cantidad de aceite, al sofrito se le añade suficiente pimentón para dar color y agua para que no se queme. Se deja hervir hasta que las patatas incluidas estén cocidas, para ligar todo se añade la harina poco a poco, mientras se remueve con un cucharón para evitar la formación de grumos. Dejar en el fuego unos minutos más hasta que la harina se cueza y quede ligeramente espeso

### Andaluz
La variante andaluza suele ser habitual en Jaén, se trata del ajoharina jienense. Y consiste en un guiso de patatas con bacalao.En algunas ocasiones se prescinde del bacalao y se hace el guiso con tomates.

### Murciano
Los principales ingredientes del ajo harina murciano son la longaniza y el tocino magroso (así como ajos tiernos y pimentón molido). En una sartén con aceite de oliva se sofríen los ajos tiernos; ya sofritos se retiran de la sartén y se pasa a sofreír el tocino magroso cortado en taquitos y la longaniza, también cortada en trozos pequeños. Hecho el tocino y la longaniza se retiran para añadir a la sartén el pimentón, evitando que este se requeme. Se añade inmediatamente la harina, para tostarla y cuando esté tostada se agregará agua para hacer una masa suelta que cocerá durante unos cuatro minutos. Al final de la cocción se añaden la sal, los ajos, la longaniza y el tocino, y ya está listo para servir.